# TY.O
Albums de Taio Cruz
Rokstarr
(2009)
Singles
1. Hangover
Sortie : 4 octobre 2011
2. Troublemaker
Sortie : 9 décembre 2011
3. There She Goes
Sortie : 20 avril 2012
4. World in Our Hands
Sortie : 27 juillet 2012

TY.O est le troisième album studio du chanteur britannique Taio Cruz. L'album est d'abord disponible en Allemagne depuis le 2 décembre 2011 par le label Island Records. Mais l'album ne sort en France que le 30 janvier 2012.

## Développement
Une rumeur s'est d'abord faite entendre, selon laquelle l'album devait s'appeler Black and Leather, mais il a plus tard été confirmé qu'il s'appellera Troublemaker. Cependant, il fut renommé TY.O car Cruz a voulu exprimer son agacement devant les personnes qui, en permanence, prononçaient son nom d'une mauvaise façon. Cruz a travaillé avec plusieurs artistes pour l'album, y compris en effectuant des collaborations avec David Guetta, Ludacris, Flo Rida et Pitbull. Le premier single issu de l'album est Hangover, qui est en collaboration avec le rappeur Flo Rida. Celui-ci a été publié le 4 octobre 2011 aux États-Unis et en Allemagne. Le clip fut mis en ligne sur YouTube le 25 septembre 2011. Le second single issu de l'album, Troublemaker, a été pré-publié en France le 15 août, mais fut publié intégralement le 9 décembre à travers l'Europe. Le single sortira au Royaume-Uni le 1er janvier 2012 et sera également le premier single publié dans ce pays.

## Liste des pistes
| No  | Titre                                                    | Réalisateur(s)                                       | Durée |
| --- | -------------------------------------------------------- | ---------------------------------------------------- | ----- |
| 1.  | Hangover (avec Flo Rida)                                 | Dr. Luke, Cirkut                                     | 4:03  |
| 2.  | Troublemaker                                             | Carl Falk, Rami Yacoub, Steve Angello, Cruz          | 3:40  |
| 3.  | There She Goes (avec Pitbull)                            | RedOne, Jimmy Joker                                  | 3:46  |
| 4.  | Shotcaller                                               | Klas Åhlund, Sebastian Ingrosso, Steve Angello, Cruz | 3:24  |
| 5.  | Make It Last Forever                                     | Dr. Luke, Cirkut                                     | 3:48  |
| 6.  | World in Our Hands                                       | Carl Falk, Rami Yacoub, Cruz                         | 3:20  |
| 7.  | Tattoo                                                   | Dr. Luke, Cirkut                                     | 3:12  |
| 8.  | Play                                                     | Cruz, Rob Swire                                      | 3:15  |
| 9.  | You're Beautiful                                         | Cruz, Jason Gilbert                                  | 3:19  |
| 10. | Telling the World (TY.O version)                         | Cruz                                                 | 4:08  |
| 11. | Little Bad Girl (David Guetta avec Taio Cruz & Ludacris) | David Guetta, Giorgio Tuinfort, Fred Rister          | 3:13  |

## The Fast HitsEP
Albums de Taio Cruz
The Rokstarr Collection
(2010)
Singles
1. Troublemaker
Sortie : 30 décembre 2011
2. Hangover
Sortie : 2 mars 2012
3. There She Goes
Sortie : 24 juin 2012
4. Fast Car
Sortie : 17 août 2012 [2]

Au Royaume-Uni, TY.O n'est pas sorti. À la place, quelques chansons de l'album ont été mises dans un disque intitulé The Fast Hits, publié en tant qu'extended play (EP) le 16 décembre 2012 . L'EP contient le single Dynamite, sorti en 2010, ainsi que les singles Fast Car, Troublemaker, Hangover (avec Flo Rida) et There She Goes (avec Pitbull. Il inclut également quatre autres chansons : World in Our Hands, deux remixes de Fast Car et un remix de Dynamite.
| No | Titre                                   | Producteur(s)               | Durée |
| -- | --------------------------------------- | --------------------------- | ----- |
| 1. | Fast Car                                | Martin, Åhlund              | 3:45  |
| 2. | Hangover (featuring Flo Rida)           | Dr. Luke, Cirkut            | 4:03  |
| 3. | Troublemaker                            | Falk, Yacoub, Angello, Cruz | 3:40  |
| 4. | There She Goes (featuring Pitbull)      | RedOne, Jimmy Joker         | 3:46  |
| 5. | World in Our Hands                      | Falk, Yacoub, Cruz          | 3:20  |
| 6. | Dynamite                                | Dr. Luke, Benny Blanco      | 3:24  |
| 7. | Fast Car (Popkong Remix)                | Martin, Åhlund              | 3:35  |
| 8. | Fast Car (Star One Remix)               | Martin, Åhlund              | 3:32  |
| 9. | Dynamite (Quattro Volte Lounge Version) | Dr. Luke, Benny Blanco      | 5:06  |

## Classement par pays
| Classement (2011-2012)         | Meilleure position |
| ------------------------------ | ------------------ |
| Australie ARIA Charts          | 97                 |
| Autriche Classement album      | 36                 |
| Pays-Bas Classement album      | 100                |
| Allemagne Media Control Charts | 28                 |
| Pologne Polish Music Charts    | 69                 |
| Suisse Swiss Music Charts      | 15                 |

## Historique de sortie
| Pays        | Date            | Format                     | Label          |
| ----------- | --------------- | -------------------------- | -------------- |
| Allemagne   | 2 décembre 2011 | CD, Téléchargement digital | Island Records |
| Irlande     | 2 janvier 2012  | CD, Téléchargement digital | Island Records |
| Royaume-Uni | 26 mars 2012    | CD, Téléchargement digital | Island Records |